# Aedes pexus
Aedes pexus är en tvåvingeart som beskrevs av Donald Henry Colless 1958. Aedes pexus ingår i släktet Aedes och familjen stickmyggor. Inga underarter finns listade i Catalogue of Life.